# Ron Charles
Ronald Alexander Charles, detto Ron (Brooklyn, 23 gennaio 1959 – Atlanta, 21 luglio 2024), è stato un cestista statunitense con cittadinanza americo-verginiana.

## Carriera
Fu scelto dai Chicago Bulls al quarto giro del Draft NBA 1980 (74ª scelta assoluta).
Con le Isole Vergini Americane disputò due edizioni dei Giochi panamericani (1975, 1979).

## Palmarès
- Campione NCAA (1979)